# Samuel Cáceres
Samuel Catalino Cáceres Arza (Itacurubí de la Cordillera, Paraguay; 20 de marzo de 1989) es un futbolista paraguayo juega como defensor. Actualmente milita en el Valley United FC de la Tercera División de Estados Unidos.

## Trayectoria

### Inicios
Se inició en el 12 de Octubre de Itauguá. Luego, a los 17 años, llegó a Argentina solo y vino a una academia llamada “Real Luján” en esa localidad a jugar al fútbol. Tras un amistoso que jugó contra Independiente, fue fichado por el club de Avellaneda.
En 2006 viajó a Portugal para jugar en el Benfica. Pero al no tener el pasaporte comunitario tuvo que regresar a Argentina, y comenzó a jugar en la quinta del Club Atlético Independiente. Vivió en la pensión un año y al llegar a cuarta en 2008, tuvo que irse a un departamento. El problema era que sino conseguía lugar o no se podía mantener por sus propios medios debía irse del club. Finalmente, se quedó y siguió con su carrera en Argentina.

### Debut en Independiente
Debutó como jugador profesional de Independiente en un opaco 0-0 contra Arsenal en el cierre del año 2009, luego de eso no volvió a ser parte del primer equipo, teniendo gran continuidad en la reserva del club, destacándose por su férrea marca y su particular pegada en las jugadas de balón parado.
Cumplió una gran función en el Club al haber metido el gol que permitió que Independiente ganara su primer partido en la B nacional contra Huracán. Partido que terminó 1-0. Todo gracias al defensor Samuel Cáceres. Tuvo como compañero a su compatriota el gran aparato de Cristhian Javier Báez.

### Primer paso por Nueva Chicago
A principio de 2012 parecía que estaba todo dado para que vuelva a su país y firmara con Rubio Ñu, el pase se cayó y el defensor tuvo quedarse en Independiente debido a las demoras a la hora de negociar el pase.
Finalmente fue cedido a préstamo sin cargo y sin opción de compra a Nueva Chicago de la tercera división del fútbol argentino. Cáceres declaró “Me hubiese gustado una chance en Independiente” luego de emigrar debido a las pocas oportunidades de mostrarse en Primera que había tenido.
Allí se transformó en una pieza fundamental de la defensa en el único semestre que jugó, y el equipo lograría el ascenso a la segunda división al vencer en una promoción histórica a Chacarita Juniors. Convirtió dos goles en dicho semestre, uno frente a Deportivo Morón y otro contra Los Andes en sus 20 encuentros jugados con la camiseta verdinegra.

### Vuelta a Independiente
Para junio de 2012 volvió a Independiente, ya que tras el retiro de Milito y la venta de Julián Velázquez sería tenido en cuenta por el técnico Cristian Díaz. Finalmente, Velázquez no emigró del club y Cáceres no fue el primer recambio en la defensa. El 23 de agosto ingresa en el entretiempo del partido de ida de la Nissan Sudamericana, partido que terminaría en un agónico 3-3 contra Boca Juniors, Cata cumpliría con una aceptable labor marcando a Santiago Silva y bloqueándolo casi toda acción ofensiva de los Xeneizes.
Con la llegada del nuevo DT Américo Gallego, el defensor comienza a ser un recambio constante, la lesión de Cristian Tula y algunas expulsiones le permitieron ser titular e incluso marcar un gol de cabeza frente a Belgrano de Córdoba. 
Le tocó formar parte del plantel que descendería a la Primera B Nacional por primera vez en la historia de Independiente con Brindisi al mando de la dirección técnica y de Javier Cantero como presidente de la institución.
Con el entrenador Omar De Felippe adquiere continuidad y marca 3 goles (Huracán, Douglas Haig, Banfield). Logra el ascenso a la Primera División luego de haber sido parte del plantel que sufrió el descenso de categoría.

### Segundo paso por Chicago
A mediados de 2014, Cáceres es prestado nuevamente sin cargo y sin opción a Nueva Chicago de la segunda división, esta vez por 18 meses. Al llegar a la institución, el defensor tuvo que ponerse a punto físicamente ya que no estaba apto para jugar. Le costó ganarse el puesto en el equipo debido a que los titulares eran Matías Escudero y Nicolás Sainz. Recién cuando uno de estos se lesionó, pudo ingresar al equipo titular. Sus buenas actuaciones hicieron que no salga del equipo hasta el final del torneo. 
Su equipo disputó un triangular de desempate contra Aldosivi y Gimnasia de Jujuy para definir los dos ascensos a Primera División que restaban. Cáceres había sido suspendido por la acumulación de cinco tarjetas amarillas a lo largo de la temporada regular, por lo que no pudo disputar el primer partido frente a Aldosivi. Sin embargo, jugó como titular en el partido que coronó el ascenso a Primera frente a Gimnasia de Jujuy. Disputó 11 partidos sin convertir goles en la gran campaña de su equipo.
En estos seis meses, el club mantuvo una abultada deuda salarial con él. Sumado a eso, Cáceres se vio disconforme con la contratación de varios defensores para que ocupen su puesto en el Torneo de Primera División 2015.

### New York Cosmos
A principio de 2015, el defensor recibió una oferta del New York Cosmos perteneciente a la NASL. Cuando todo indicaba que Cáceres había rechazado la oferta para jugar en Primera con el club, se confirmó el fichaje del defensor a préstamo por una temporada con opción de compra de U$S 150.000. La cesión del jugador implicó que le ingresen $150.000 y le pueda entrar mucho más dinero al club si New York Cosmos comprara el pase luego de dicho préstamo. 
Con el New York Cosmos se consagra campeón invicto de la temporada primaveral tras disputar 10 partidos, de los que ganó cinco y empató otros cinco para sumar 20 puntos, por 19 que tuvieron los Tampa Bay Rowdies, que ocuparon el segundo lugar de la clasificación. Finalizado su préstamo, New York Cosmos no hizo uso de la opción de compra, por lo que el defensor debió volver a Argentina, donde tenía contrato vigente.

### Tercer paso por Chicago
A finales de 2015 ya se percibía algunos conflictos entre la dirigencia de Nueva Chicago y Samuel Cáceres. El defensor quería volver a jugar en Paraguay y, como reconocimiento a los dos ascensos que tuvo con el club en 2012 y 2014, buscaba quedar en libertad de acción. Sin embargo, en Nueva Chicago sostenían que debía cumplir con su contrato, que estaba vigente hasta el 30 de junio de 2016.
Se confirmó en enero de 2016 la vuelta de Cáceres al Club Atlético Nueva Chicago que había descendido a la Primera B Nacional, segunda división del fútbol argentino. Comenzado el campeonato, siguió teniendo conflictos legales con el club, por lo que se mantuvo entrenando en soledad en las instalaciones del club. Debido a la expulsión de Alan Schönfeld, y ante la falta de defensores, fue titular en la victoria de su equipo frente a Douglas Haig aunque salió expulsado debido a un penal cometido. Volvió a jugar luego de cumplir la sanción debido a lesiones de otros jugadores. Sufrió la rotura de ligamentos cruzados y de meniscos de la rodilla el 2 de abril de 2016 en la derrota 5 a 2 de su equipo frente a All Boys, que lo mantuvo fuera de las canchas por el resto del año.

### Deportivo Pasto
Es trasferido y confirmado en enero del 2018 como nuevo refuerzo..

## Clubes
| Club              | País           | Año               |
| ----------------- | -------------- | ----------------- |
| Independiente     | Argentina      | 2009 - 2012       |
| Nueva Chicago     | Argentina      | 2012 - 2013       |
| Independiente     | Argentina      | 2013 - 2014       |
| Nueva Chicago     | Argentina      | 2014              |
| New York Cosmos   | Estados Unidos | 2015              |
| Nueva Chicago     | Argentina      | 2016              |
| Johor Darul       | Malasia        | 2017              |
| Deportivo Pasto   | Colombia       | 2018              |
| Deportivo Capiatá | Paraguay       | 2019              |
| Portuguesa        | Venezuela      | 2021              |
| Valley United FC  | Estados Unidos | 2022 - Actualidad |

## Estadísticas
| Club                                                              | Partidos | Goles | Promedio |
| ----------------------------------------------------------------- | -------- | ----- | -------- |
| Independiente                                                     | 29       | 4     | 0,13     |
| Nueva Chicago                                                     | 37       | 2     | 0,05     |
| New York Cosmos                                                   | 12       | 0     | 0,00     |
| Total                                                             | 78       | 6     | 0,07     |
| Última actualización: Atlético Paraná vs. Nueva Chicago, 20.09.16 |          |       |          |

## Palmarés

### Campeonatos nacionales
| Campeonato                     | Club            | País           | Año         |
| ------------------------------ | --------------- | -------------- | ----------- |
| Ascenso a B Nacional           | Nueva Chicago   | Argentina      | 2011 - 2012 |
| Ascenso a Primera División     | Independiente   | Argentina      | 2013 - 2014 |
| Ascenso a Primera División     | Nueva Chicago   | Argentina      | 2014        |
| Temporada Primaveral NASL 2015 | New York Cosmos | Estados Unidos | 2015        |

### Copas Internacionales
| Título            | Club          | País      | Año  |
| ----------------- | ------------- | --------- | ---- |
| Copa Sudamericana | Independiente | Argentina | 2010 |